# بهادر گره
بهادر گره (به انگلیسی: Bahadur Garh) یک روستا در پاکستان است که در ناحیه دیره غازی خان واقع شده‌است. بهادر گره ۱۱۶ متر بالاتر از سطح دریا واقع شده‌است.